# Otto Aasen
Otto Aasen   (Fåberg, 1 de gener de 1894 - Rjukan, 20 d'octubre de 1983) fou un esquiador nòrdic noruec que va competir durant les dècades de 1910 i 1920.
Guanyà la combinada nòrdica al festival d'esquí de Holmenkollen el 1917 i 1918. Per aquestes victòries va rebre la medalla Holmenkollen el 1919, que compartí amb Thorleif Haug.
En el seu palmarès també destaca una medalla de plata en la prova de salt d'esquí del Campionat del món d'esquí nòrdic de 1926. Va competir en esquí de fons a nivell nacional.